# America Ferrera
America Georgina Ferrera (Los Angeles, 18 d'abril de 1984) és una actriu estatunidenca, filla d'immigrants hondurenys que s'ha fet popular per la seva interpretació del personatge protagonista de la sèrie de televisió Ugly Betty (adaptació estatunidenca de la telesèrie colombiana Yo soy Betty, la fea), que li ha valgut els premis Golden Globe Award, Screen Actors Guild Award i Emmy Award com a "millor actriu de sèries de comèdia".
També ha protagonitzat les pel·lícules Real Women Have Curves, Un per a totes (The Sisterhood of the Traveling Pants), Sisterhood of the Traveling Pants 2, i The Dry Land. També ha posat la veu al personatge d'Astrid la vikinga a la franquicia How to Train Your Dragon.

## Vida personal
Quan tenia 9 anys, va ser víctima d'abús sexual infantil per part d'un home adult.